# Gianni Mattioni
Giovanni Mattioni, detto Gianni (Stresa, 3 settembre 1922 – Stresa, 23 luglio 1990), è stato un calciatore italiano, di ruolo portiere.

## Carriera
Nella stagione 1941-1942, nella stagione 1945-1946 e nella stagione 1947-1948 ha giocato in Serie A nel Milan; nella stagione 1946-1947, nella stagione 1948-1949 e nella stagione 1949-1950 ha giocato in Serie B (con Seregno per due anni e Pro Sesto per uno) e infine nella stagione 1950-1951 ha giocato in Serie C (categoria in cui in precedenza aveva giocato con il Domodossola e con l'Aosta) con la Pro Sesto.